# Les Aléas de l'amour
Les Aléas de l'amour est le douzième épisode de la vingt-quatrième saison de la série télévisée Les Simpson et le 520e épisode de la série. Il est diffusé pour la première fois sur la chaîne américaine Fox le 10 février 2013.

## Synopsis
Bart découvre que Mary Spuckler son ancien amour est de retour en ville. Malheureusement, il préfère jouer à la console que lui accorder de l'attention. Elle décide alors de le plaquer. Plus tard, Homer ose prendre la défense de son fils ; Marge les chasse tous les deux de la maison.